# Colón (1849)
El vapor de ruedas Colón fue un buque de vapor de la Armada Española con casco de madera y propulsado mediante ruedas laterales con paletas, construido en Londres a mediados de 1849, y que prestó servicio hasta 1882. Su gemelo, el Pizarro, se hundió en el océano Atlántico.
Recibía su nombre en memoria del navegante Cristóbal Colón, siendo el tercer buque de la Armada en ser bautizado en honor al almirante.

## Historial
Su casco, que era enteramente de madera, fue construido en 1849 en los astilleros Loftus & Wigram de Londres con un precio de 4327 reales.
Poco después de entrar en servicio, fue destinado a la División Naval para en Italia en apoyo del Papa Pio IX. El 7 de enero de 1849 zarpó del puerto de Cádiz una escuadra al mando del brigadier José María Bustillo, formada por la fragata Cortés -insignia-, las corbetas Villa de Bilbao, Ferrolana y Mazarredo, el bergantín Volador y los vapores de ruedas Blasco de Garay, Colón, Castilla y León, que transportaban a 4900 hombres del 3º batallón de Granaderos, 3º batallón del Rey, 1º batallón de la Reina Gobernadora, dos batallones del Regimiento San Marcial, el 7º de Cazadores de Chiclana, una compañía de ingenieros, dos baterías de artillería montada y una sección de caballería, al mando del teniente general Fernando Fernández de Cordova y de su segundo el mariscal de campo Francisco de Lersundi, en apoyo de la Santa Sede, la cual regresó en marzo del año siguiente, una vez restablecida la autoridad pontificia.
En 1850 se le destinó a la flota de las Antillas, con base en La Habana donde llegó el día 7 de septiembre. Hasta 1855 estuvo destinado en La Habana o en San Juan de Puerto Rico.
En 1855 volvió a la Península y se le destinó a tareas de correo entre las colonias del Caribe y España. En 1860, tras realizar una carena en Ferrol, se dirigió a Algeciras para concentrarse junto a una escuadra formada por el navío Isabel II las fragatas de hélice Blanca y Princesa de Asturias las goletas de hélice Buenaventura, Ceres, Edetana y Santa Rosalía las fragatas de vela Bailen y Cortés las corbetas de vela Isabel II y Villa de Bilbao el bergantín Gravina y los vapores de ruedas Alerta, Colón, León, Lepanto, Liniers, Isabel II, Piles, Santa Isabel, Vasco Núñez de Balboa, Vigilante y Vulcano, así como más de 70 buques menores y de transporte para participar en la guerra contra Marruecos, participando el Colón en los bombardeos de Larache y Arcila.
Tras esta intervención, se le envió de nuevo a Italia para proteger los intereses españoles durante la caída del Reino de las Dos Sicilias a manos de Garibaldi.
Junto con el vapor de ruedas León, fue destinado de nuevo a aguas caribeñas. Llegó a San Juan el 27 de octubre de 1863, transportando al 2° Batallón de Infantería de Marina hasta Puerto Rico. El Colón permaneció en el Caribe hasta que en 1866 fue destinado a la escuadra del Atlántico sur con base en Montevideo (Uruguay). Esta escuadra fue creada para proteger el tráfico mercante español con Sudamérica durante la Guerra contra Chile y Perú. Durante esta estancia en Uruguay, tuvo que acudir en auxilio de la fragata de hélice Resolución, que tras los bombardeos de Valparaíso y Callao, quedó sin timón tras cruzar el cabo de Hornos; la fragata, había sido auxiliada por el HMS Spiteful, que la había remolcado hasta Puerto Stanley desde la isla de los Leones Marinos. En enero de 1867 el Colón inició el viaje de regreso a la península.
En 1868, y cuando viajaba a bordo el almirante Pavía, Capitán General del departamento de Ferrol, que era favorable a la Reina, fue apresado por la fragata blindada Vitoria bajo el mando de José María Beránger Ruiz de Apodaca, que se había unido a la causa del general Prim.
En 1870, trasladó los restos mortales de Agustina de Aragón desde Ceuta a Algeciras, en la primera etapa del traslado de los mismos hasta la ciudad de Zaragoza.
Participó en la defensa del Arsenal de la Carraca durante la revolución Cantonal, y posteriormente, al mando del capitán de navío José Ruiz Higuera, participó con la escuadra gubernamental, al mando del almirante Miguel Lobo y Malagamba, en el combate naval de Portmán contra la escuadra cantonalista de 1873.
Tomó parte en la tercera guerra carlista con la escuadra mandada por el capitán de navío Victoriano Sánchez Barcáiztegui, quien falleció a bordo durante un ataque de las baterías carlistas de Motrico el 24 de mayo de 1875. Se destinó al Colón para trasladar los restos mortales de Sánchez Barcáiztegui hasta San Fernando para recibir sepultura en el Panteón de Marinos Ilustres.
Debido al mal estado de sus calderas, fue desarmado en 1880 y dado de baja el 30 de septiembre de 1882, tras lo cual, fue vendido para desguace en 1884.